# 665079 Tym
665079 Tym è un asteroide della fascia principale. Scoperto nel 2013, presenta un'orbita caratterizzata da un semiasse maggiore pari a 2,565906 UA e da un'eccentricità di 0,078819, inclinata di 10,870695° rispetto all'eclittica.
È dedicato a Stanisław Aleksy Tym (1937–2024), attore polacco.